# Mestres Pies Venerini
Les Mestres Pies Venerini són un institut religiós femení de dret pontifici: entre 1692 i 1923 foren una societat de vida apostòlica; en 1923 es transformaren en congregació religiosa. Les seves germanes posposen al nom le sigles M.P.V.

## Història
La congregació neix per una iniciativa del cardenal Marcantonio Barbarigo, bisbe de Montefiascone, per educar les noies del poble sense recursos; en 1692 confià a Rosa Venerini (1656-1728) l'encàrrec d'obrir escoles gratuïtes per a nenes a la diòcesi de Montefiascone. Venerini ja havia obert algunes escoles des de 1685, també per a nenes i gratuïtes, per la qual cosa garantia l'èxit de l'empresa.
Les escoles de Venerini tingueren un gran nombre d'alumnes i altres bisbes s'hi interessaren; Barbarigo, però, no volia que la congregació sortís de l'àmbit de la diòcesi i en 1707 una de les germanes, Lucia Filippini (1672-1732) obrí una escola a Roma i donà origen a una branca independent de l'institut de Venerini, les Mestres Pies Filippini.
Es constituïren com a societat de vida apostòlica sense vots, fins que el 20 de juliol de 1923 fou reconeguda com a congregació religiosa de dret diocesà; el 13 de juny de 1926 en foren aprovades les noves constitucions.

## Activitat i difusió
Les Mestres Pies Filippini es dediquen a la instrucció i l'educació cristiana de joves. A més d'Itàlia, són presents a: Albània, Benín, Brasil, Camerun, Índia, Nigèria, Romania, Estats Units, Veneçuela i Xile. En començar 2006 eren 418 religioses en 74 cases.